# Ледниця-Гурна
Ледниця-Ґурна (пол. Lednica Górna) — село в Польщі, у гміні Величка Велицького повіту Малопольського воєводства.
Населення — 1322 особи (2011).

## Демографія
Демографічна структура станом на 31 березня 2011 року:
|          | Загалом | Допрацездатний вік | Працездатний вік | Постпрацездатний вік |
| -------- | ------- | ------------------ | ---------------- | -------------------- |
| Чоловіки | 645     | 144                | 450              | 51                   |
| Жінки    | 677     | 136                | 424              | 117                  |
| Разом    | 1322    | 280                | 874              | 168                  |